# Tsushima Mitsutoshi
Mitsutoshi Tsushima (sinh ngày 30 tháng 7 năm 1974) là một cầu thủ bóng đá người Nhật Bản.

## Sự nghiệp câu lạc bộ
Mitsutoshi Tsushima đã từng chơi cho Nagoya Grampus Eight.

## Thống kê câu lạc bộ

### J.League
| Đội                  | Năm       | J.League | J.League | J.League Cup | J.League Cup | Tổng cộng | Tổng cộng |
| Đội                  | Năm       | Trận     | Bàn      | Trận         | Bàn          | Trận      | Bàn       |
| -------------------- | --------- | -------- | -------- | ------------ | ------------ | --------- | --------- |
| Nagoya Grampus Eight | 1993      | 1        | 0        | 0            | 0            | 1         | 0         |
| Nagoya Grampus Eight | 1994      | 10       | 0        | 0            | 0            | 10        | 0         |
| Nagoya Grampus Eight | 1995      | 27       | 0        | -            | -            | 27        | 0         |
| Tổng cộng            | Tổng cộng | 38       | 0        | 0            | 0            | 38        | 0         |